# Merostachys skvortzovii
Merostachys skvortzovii là một loài thực vật có hoa trong họ Hòa thảo. Loài này được Send. mô tả khoa học đầu tiên năm 1995.